# Parafuso (aerodinâmica)
Um parafuso é uma categoria especial de estol resultando na autorrotação sobre o eixo vertical e criando uma trajetória rasa e rotativa para baixo. Pode-se entrar intencionalmente ou não em um parafuso, de qualquer altitude de voo se a aeronave possuir guinada suficiente no ponto de estol.
Em um parafuso normal, a asa de dentro da curva estola enquanto que a outra permanece com sustentação. É possível que ambos os lados da asa estolem, mas o ângulo de ataque de cada asa, e consequentemente sua sustentação e arrasto, são diferentes. Cada situação causa a aeronave autorotacionar em direção ao lado estolado da asa devido seu maior arrasto e perda de sustentação. Os parafusos são caracterizados por um alto ângulo de ataque, uma velocidade abaixo da velocidade de estol em pelo menos um dos lados da asa e uma leve descida. A recuperação e a prevenção pode requerer algumas ações que podem ser contra-intuitivas.
Nos primeiros anos de voo, um parafuso era comumente chamado de "parafuso de cauda" ou "tailspin" (em inglês). Um método utilizado para controlar o parafuso antes que se concretize é a manobra chamada de falling leaf, que se assemelha a uma queda de folha no outono.

## Como um parafuso ocorre
Muitos tipos de aeronaves apenas entram em parafuso se o piloto simultaneamente estolar e guinar a aeronave (intencionalmente ou não). Sob certas circunstâncias, um lado da asa estola ou estola mais do que o outro lado. O lado que estola cai primeiro, aumentando seu ângulo de ataque e aprofundando o estol. Ao menos um dos lados da asa deve estar estolado para ocorrer um parafuso. O outro lado sobe, diminuindo seu ângulo de ataque a aeronave guina em direção a asa estolada. A diferença de sustentação entre os dois lados da asa faz com que a aeronave tenha um momento de rolagem e a diferença do arrasto faz com que a aeronave continue guinando. O diagrama de caraterísticas do estol mostrado neste artigo é típico de uma aeronave com pouco ou nenhum enflechamento de asa, que leva ao movimento de parafuso.
Um cenário comum que pode levar a um parafuso não intencional é uma curva não coordenada (avião "derrapando") em direção à pista durante a sequência de pouso. Um piloto que está varando a curva para a aproximação final pode ser tentado a aplicar mais leme afim de aumentar a razão de curva. O resultado é duplo: o nariz da aeronave cai abaixo do horizonte e o ângulo de rolagem aumenta devido à aplicação de leme. Ao reagir a estas mudanças não pretendidas, o piloto então começa a aplicar profundor para subir novamente o nariz (aumentando então o ângulo de ataque e a carga alar) enquanto aplica aileron para o lado oposto para diminuir o ângulo de rolagem. Levado ao extremo, isto pode resultar em uma curva não coordenada com ângulo de ataque suficiente para a aeronave estolar. Este é chamado de "estol de comando cruzado" e é muito perigoso se ocorrer a baixas altitudes onde o piloto possui pouco tempo de reação. Para evitar este cenário, os pilotos aprendem a importância de sempre fazerem curvas coordenadas. Eles podem simplesmente fazer a curva para a final de forma antecipada e com uma curva menos inclinada, prevenindo varar a linha central da pista, aumentando a margem de segiurança. Aeronaves leves monomotoras e certificadas devem cumprir critérios específicos sobre seu comportamento em estóis e parafusos. Normalmente são demonstrados parafusos em voos de treinamento, teste ou acrobacias.

## Fases
Em aeronaves que são capazes de se recuperar de um parafuso, este possui quatro fases. Algumas aeronaves são difíceis ou impossíveis de recuperar de um parafuso, em especial o parafuso chato. Em baixas altitudes, a recuperação também pode ser impossível antes de se acidentar com o terreno, fazendo com que aeronaves que voem baixo e lentamente fiquem mais vulneráveis a acidentes relacionados com parafusos. 
- Entrada – O avião está estolado ao exceder o ângulo de ataque crítico da asa, enquanto que a aeronave tende a guinar ou tendo uma guinada induzida com o leme, iniciando um voo não coordenado.[8]
- Buffeting – No ângulo de ataque crítico a camada limite do fluxo de ar começa a separar do aerofólio, causando uma perda de sustentação e resultando em oscilações nas superfícies de comando devido ao fluxo de ar turbulento.
- Partida – A aeronave não consegue mais manter um voo reto em uma condição de estol e desvia de sua trajetória de voo original.
- Giro pós-estol – a aeronave começa a rotacionar em torno de todos os seus três eixos, a atitude do nariz pode cair, ou em algumas vezes aumentar, a aeronave começa a guinar e um lado da asa cai.
- Incipiente – Com o lado de dentro da asa estolado mais profundamente que o outro lado, os movimentos de rolagem e guinada dominam.
- Desenvolvido – A razão de rotação da aeronave, velocidade e velocidade vertical estão estabilizadas. Um lado da asa está mais estolado que o outro de forma que a aeronave gira em uma trajetória de saca-rolhas para baixo.[9]
- Recuperação – Com os comandos apropriados, a rotação de guinada é diminuída ou parada e o nariz na aeronave é baixado, diminuindo desta forma o ângulo de ataque da asa e quebrando o estol. A velocidade aumenta rapidamente em uma atitude de nariz para baixo e a aeronave não se encontra mais em um parafuso. Os comandos respondem então de maneira convencional e a aeronave pode retornar para um voo normal.
- Parafuso chato – A maior parte das aeronaves acrobáticas de alto desempenho são capazes de entrar em parafuso chato intencionalmente, incluindo para cima e em voo de dorso. Isto ocorre quando ambas a rotação no eixo vertical e a derrapagem dominam, e a atitude do nariz sobe para nivelado ou próximo desta, resultando em um movimento no estilo de um Frisbee ou um boomerang. As técnicas de recuperação de um parafuso normal são ineficientes devido a falta de atuação do leme. Se a aeronave entrou em parafuso por estar com o centro de gravidade para trás dos limites publicados pelo fabricante, pode ser que o parafuso não seja recuperável.

## Modos
A NASA definiu quatro tipos diferentes de parafuso. Estes quatro modos são definidos pelo ângulo de ataque do fluxo de ar na asa.
| Modo do parafuso      | Ângulo de ataque, graus |
| --------------------- | ----------------------- |
| Chato                 | 65 a 90                 |
| Moderadamente chato   | 45 a 65                 |
| Moderadamente íngreme | 30 a 45                 |
| Íngreme               | 20 a 30                 |

Durante a década de 1970, a NASA utilizou seu túnel de parafuso no Centro de Pesquisas de Langley para investigar as características de parafuso de projetos de aeronaves monomotoras da aviação geral. Um modelo em escala 1/11 foi utilizado com nove projetos de cauda diferentes.
Alguns projetos de cauda que causaram características de parafuso inapropriadas possuíam dois modos de parafuso estável - um íngreme ou moderadamente íngreme; e outro que era moderadamente chato ou chato. A recuperação destes últimos era menos possível ou até impossível. Quanto mais traseiro o centro de gravidade estava, mais chato era o parafuso e mais difícil a recuperação. Em todos os testes, o centro de gravidade do modelo estava ou a 14.5% do MAC ou 25.5% do MAC.
Modelos monomotores certificados na categoria normal deveriam demonstrar a recuperação de um parafuso de pelo menos um giro, enquanto que aeronaves certificadas na categoria utilitário deveriam demonstrar em um parafuso de seis giros. A NASA recomenda várias configurações de cauda e outras estratégias para eliminar os dois modos de parafuso chato, para tornar a recuperação mais confiável.